# Карагайкуль (озеро, Кунашакский район)
Карагайкуль (также Карагайколь) — бессточное солоноватое озеро в Кунашакском районе Челябинской области России, расположено в междуречье рек Теча и Караболка, юго-восточнее озера Куяш и западнее озера Уелги.
Зеркало озера расположено на высоте 199,1 метра над уровнем моря. Площадь озера — 13 км². Имеет овальную форму, длина около 5 км, максимальная ширина в северной части — 3,5 км. Вода солоноватая, не цветёт. Максимальная глубина 6,3 м, средняя глубина — 4,2 м. 
Озеро бессточное, значительных притоков не имеет. В полноводье иногда осуществляется сток из озера Каинкуль, которое расположено на расстоянии 1 км к юго-востоку. Дно илистое. Береговая линия слабо изрезана. Берега низкие, местами каменистые и песчаные, покрытые луговой и степной растительностью, северо-западный берег заболочен. Узкой полоской тростника зарастают северная, южная и юго-восточная части озера. На западном берегу расположена татарская деревня Карагайкуль, на северном - Прибрежный. На расстоянии 1 км вдоль западного берега проходит федеральная автомобильная дорога М5 «Урал». Преимущественный тип питания снего-дождевой.
В водоёме обитает карп, окунь, щука, сиг, рипус, карась, пелядь, чебак.